# Mega Channel
Mega Channel, també conegut com a Mega TV o simplement Mega, és una cadena de televisió de Grècia. Va ser la primera cadena privada del país en emetre el 20 de novembre del 1989. És propietat de Teletypos S.A. i la seua programació consisteix principalment en programes i sèries gregues.

## Història
El 1989, el president grec Tzannis Tzannetakis va liberalitzar el mercat de la televisió en permetre l'entrada d'operadors privats que trenquessin el monopoli del grup públic ERT. Aquest mateix any, un grup d'editors van unir forces per a optar a una concessió estatal sota una companyia comú, de nom "Teletypos SA".
Mega es va posar en marxa el 20 de novembre, sent el primer canal privat del país en emetre. Durant aquest temps va apostar per una programació generalista, i els seus grans èxits va haver-hi drames i novel·les de producció pròpia. Des de 2005, Mega és líder en audiències en imposar-se a la també privada ANT1, emissora amb la qual competeix pel lideratge des de la seva creació.

## Emissions
L'estació es troba a l'avinguda Mesogeion d'Atenes, encara que fins fa poc era a Peania (regió de l'Àtica). A Atenes emet pels canals 7 i 25 i el seu senyal es pot rebre a tota Grècia i Xipre per televisió digital i satèl·lit. Fins al 2001, Mega era l'única cadena que emetia programes de Hanna-Barbera en grec, com Els Picapedra i Scooby-Doo.
Des de l'any 2000, Mega Channel emet per satèl·lit internacional mitjançant el canal Mega Cosmos per als grecs que viuen a l'estranger.